# ジョヴァンニ・ファットーリ
ジョヴァンニ・ファットーリ（イタリア語: Giovanni Fattori, 1825年9月6日 - 1908年8月30日）は、イタリアの画家、版画家。マッキアイオーリ（マッキア派）と称される画家グループを代表する作家である。初期には歴史や軍隊などを主題とした作品を制作したが、後にはバルビゾン派の影響を受けて、イタリアの外光派を代表する画家となり、風景、田園生活、軍隊生活などのテーマを描いた。1884年以降は絵画のみならずエッチングの制作にも精力を注いだ。

## 青年時代と修業期
ジョヴァンニ・ファットーリは、リヴォルノの質素な家庭に生まれた。青年期のジョヴァンニは十分な教育を受けていなかったため、家族は彼に商業の勉強をさせて学位を取るように勧めた。しかし、デッサンの才能に恵まれていた彼は家族を説得し、1845年、20歳にしてジュゼッペ・バルディーニ（1807年 - ?）に弟子入りすることとなった。バルディーニは宗教画や風俗画を手がけていた地元の画家である。翌1846年、ファットーリはフィレンツェに移住して、初めはジュゼッペ・ベッツォーリのもとで学び、同じ年にフィレンツェの美術アカデミーに入学している。しかし、当時の彼が絵画の勉強以上に精力を注いでいたのは歴史小説（特に中世もの）を読みふけることであり、ウーゴ・フォスコロ、フランチェスコ・ドメニコ・グェラッツィ、ウォルター・スコットなどの作品を読んでいた。
1848年、ファットーリは絵画修業を一時中断。1848年から翌年にかけてのイタリア統一戦争の時期には、反オーストリアの民主化運動に加わり、行動党のビラを配って回る、使い走りの仕事をしていた。しかし、ファットーリの家族は彼に戦士になることを断念させた。彼は1850年、フィレンツェのアカデミーでの勉強を再開する。彼は、常に小さなノートブックを持ち歩き、そこに日々観察した出来事を数多くのスケッチとともにメモする習慣をもっていた。後年のエッチングにはこの時のスケッチを元にしたものもある。

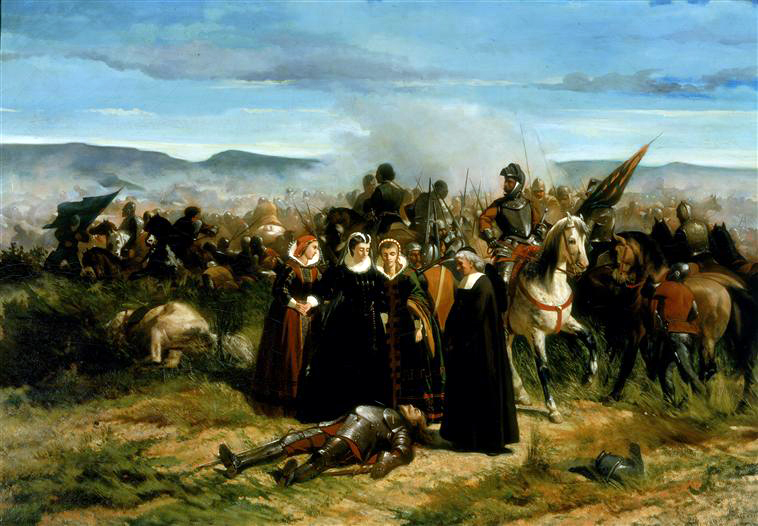
『クルックストンの野営地におけるメアリー・スチュアート』1859 – 61年。キャンバス、油彩。76 x 108cm。 フィレンツェ、ピッティ宮殿蔵

## 初期作品
ファットーリが本格的な画家になるまでの歩みは、非常にゆっくりしたものであった。彼の初期作品はわずかな数しか残っておらず、それらは1850年代初頭以降のものである。初期の作品には、肖像画と若干の歴史画とがある。歴史画は師のベッツオーリの影響を受けたもので、中世やルネサンス期の歴史に関する作品が多い。1851年にはトンマーゾ・グロッシの短編小説に基づく作品『イルデゴンダ』をPromotrice fiorentina展に出品した。1853年から翌年にかけて、トリノ出身の画家アンドレア・ガスタルディ（1826 - 1889）とともにレアリスム絵画を研究。ファットーリはガスタルディとともに風景画を描き始めたと思われる。1887年頃には、ファットーリと同じくベッツオーリの弟子であったエンリコ・ポラストリーニを通して新古典主義の巨匠ドミニク・アングルの様式を知るが、これはファットーリの歴史画にいくらかの影響を与えた。彼の歴史画として優れたものの一つに1858年から1860年にかけて制作された『マリア・ストゥアルダ』（『ラングサイドの戦いにおけるメアリ・スチュアート』）があるが、これは彼が読んだウォルター・スコットの小説に基づいている。

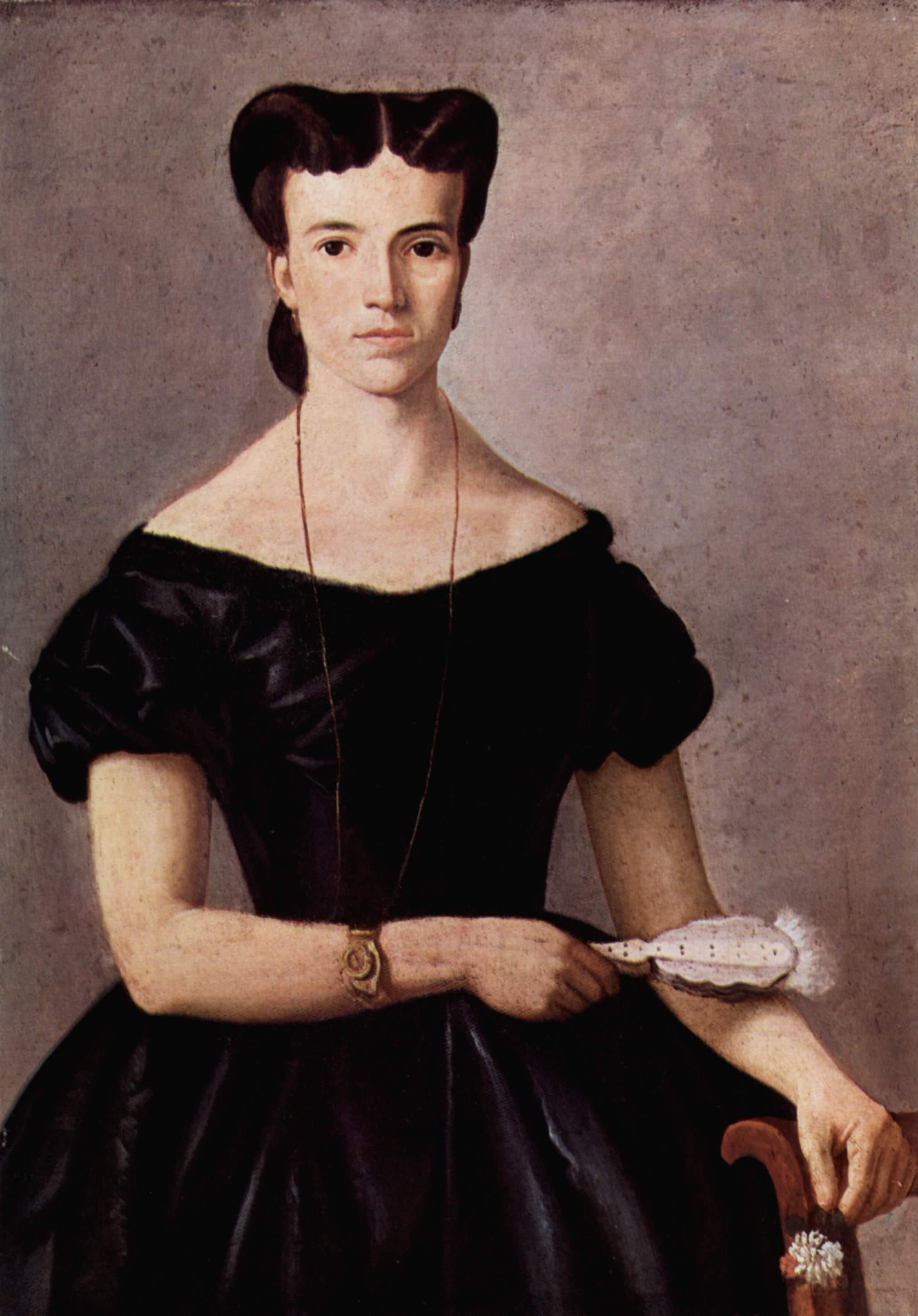
『扇を持つ婦人』1865 - 66年。キャンバス、油彩。90 x 63cm

1850年代の初期、ファットーリはラルガ通り（現カヴール通り）にあったカッフェ・ミケランジョロにしばしば通っていた。このカフェはフィレンツェの芸術家たちのたまり場であり、政治や新しい芸術について活発な議論を交わす場であった。カフェの常連だった芸術家の何人かは、1855年にパリで開催されたバルビゾン派の展覧会を見、自然を直接のモチーフとして野外で制作するという、当時まだ目新しかった制作方法に感動して、その興奮をイタリアへ伝えたのであった。1859年、ファットーリはローマの風景画家ジョヴァンニ・コスタに出会う。コスタの作品に影響を受けたファットーリは、彼らの画家グループに加わり、写実的な風景や同時代の生活を外光のもとで描くようになる。このことは彼の画業において一つの転換点となった。彼はマッキアイオーリ（マッキア派）の一員となったのである。マッキア派はトスカーナ地方の画家集団で、その技法や目的は印象派のそれと似通っており、印象派の先駆けとも見なされている。フランス印象派が当時、人々の非難を浴びたのと同様、マッキア派の絵画も、装飾性を欠き、伝統的絵画のような細部の入念な仕上げを欠いている点を非難された。しかし、印象派の絵画では光に溶け込んで形態の明確さが失われる傾向があったのに対し、マッキア派では印象派ほどには形態が損なわれることはなかった。
1859年、ファットーリはコンコルソ・リカーソリ（統一イタリア首相ベッティーノ・リカーソリ政権後援の、絵画の全国コンクール）主催の愛国的戦争画のコンクールに『マジェンタの戦いの後のイタリア陣営』（1860 - 1861年に完成）を出品し、入選した。この賞金を得て、彼は1859年7月セッティミア・ヴァンヌッチと結婚し、フィレンツェに居を構えることができた。

## 中期の作品（1861 – 1883年）

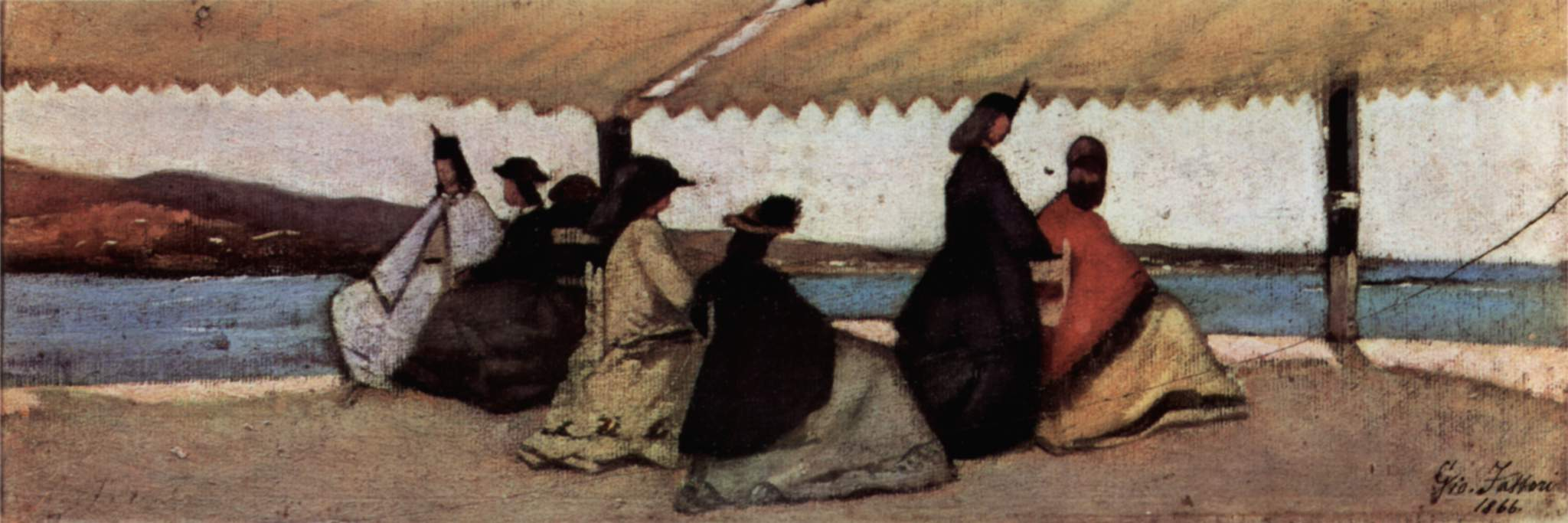
『パルミエーリのロトンダ（円形テラス）』板、油彩。12 x 35 cm。フィレンツェ近代美術館蔵

ファットーリの円熟期の作品は、鮮明かつ堅固な色斑（マッキア）を用いて描く外光派の自然の光と、スケッチを元にしてアトリエで大画面の作品を制作する伝統的手法とを総合したものであった。
1864年にはPromotrice fiorentina展にさらに4点の作品を出品している。風景画『パルミエーリのロトンダ（円形テラス）』（1866年）では、単純化された幾何学的構成と明瞭な色彩とが作品の構成要素となっている。1866年の後半には、フィレンツェ市内の新しく大きなアトリエへ移った。ファットーリはイタリア統一運動（リソルジメント）に関わる戦争画の注文を引き続き受けており、そうした歴史画用の大型キャンバスを収容できるような大きなアトリエへ移ったのであった。この時期の著名な作品として、サン・マルティーノの戦いのエピソードを扱った『マドンナ・デッラ・スコペルタの攻撃』がある。

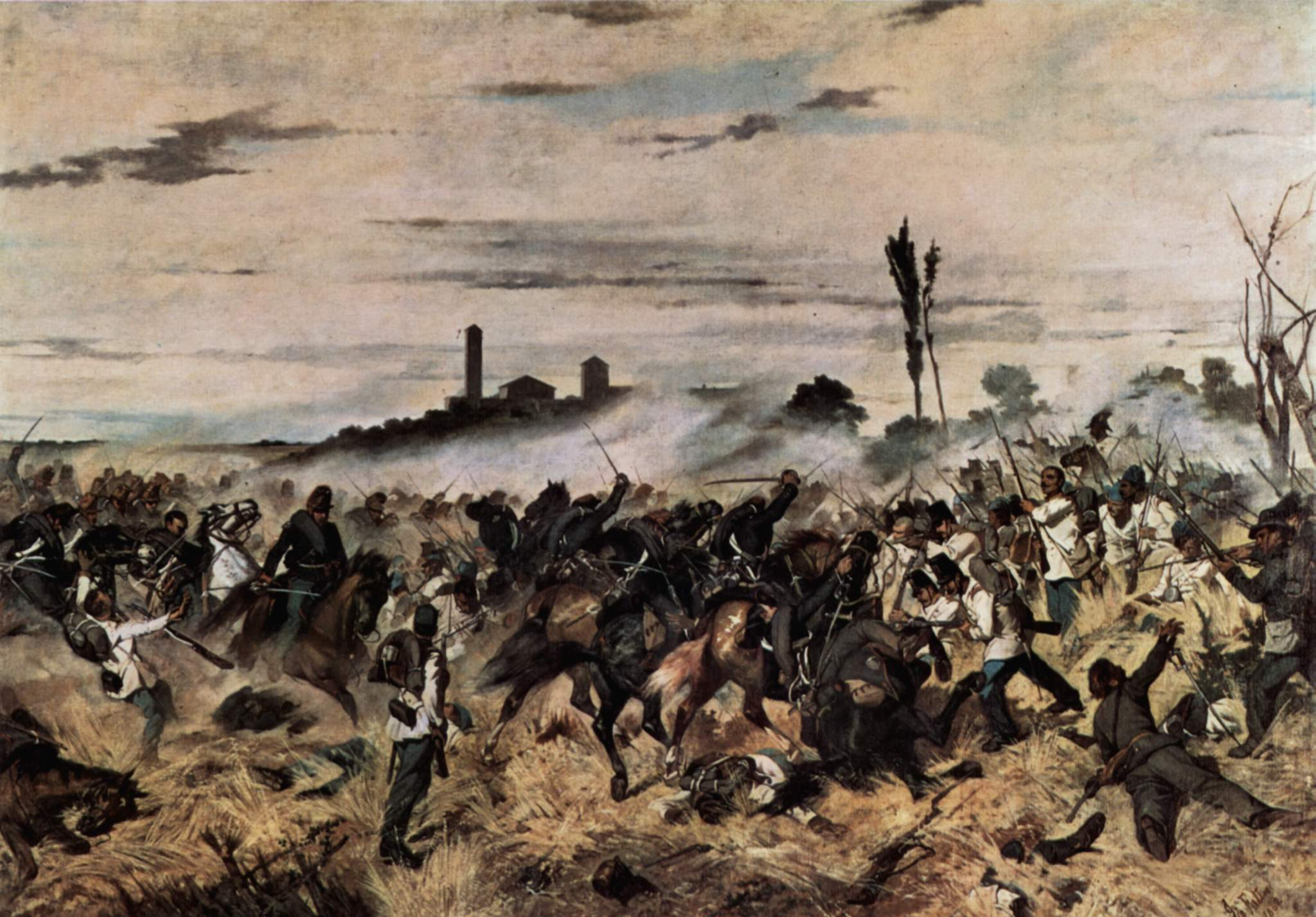
『マドンナ・デッラ・スコペルタの攻撃』キャンバス、油彩。204 x 290 cm。リヴォルノ、市立ファットーリ美術館蔵

1867年3月の妻の死の後、彼は同年の夏を批評家のディエゴ・マルテッリとともにカスティリオンチェッロで過ごした。マルテッリはマッキア派の理論家である。そこではジュゼッペ・アッバーティとともに野外での風景画や田園生活、市場で働く農民などのテーマを描いた。これらの作品で彼は単純な幾何学的構成による大胆な構図、そして強烈な光を強調した。この時期の作品としては『牛車と農夫のいるマレンマでの休息』（1873 – 75年）がある。

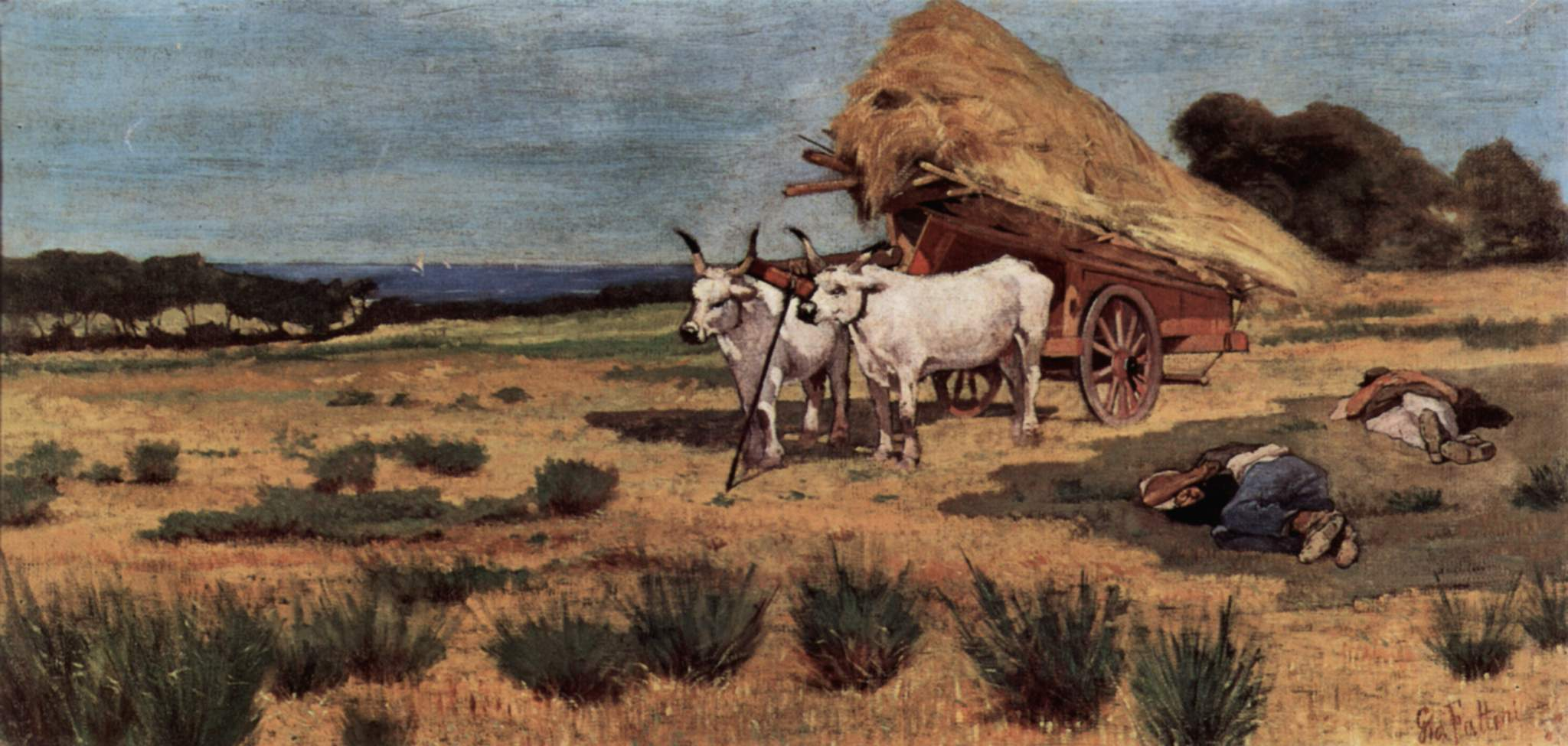
『牛車と農夫のいるマレンマでの休息』1873 - 75年。

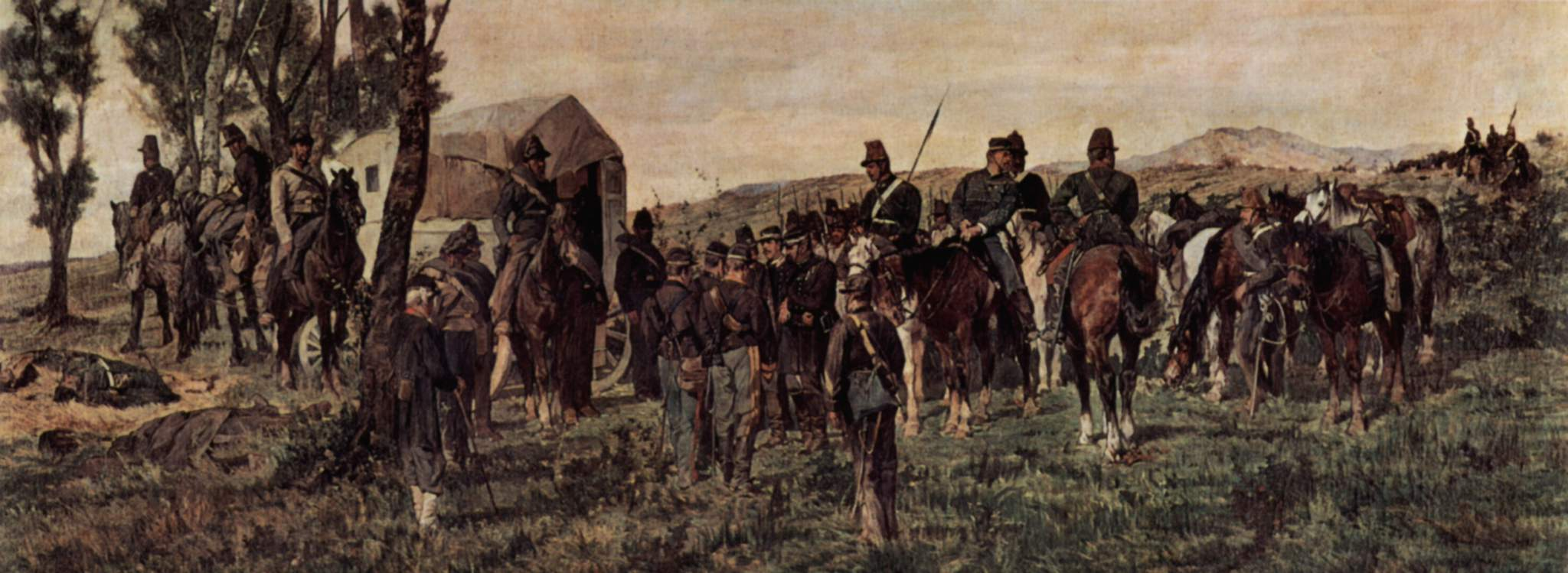
『クストーツァにおけるアメデオ・フェリート王子』1870年

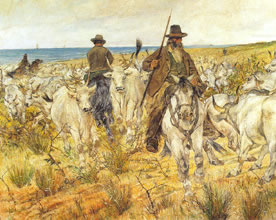
『家畜を追い込むマレンマの牛飼いたち』1893年。キャンバス、油彩。200 x 300cm。リヴォルノ、市立ファットーリ美術館蔵

ファットーリは、1870年、パルマでの展覧会に、戦争画『クストーツァにおけるアメデオ・フェリート王子』を出品し入賞した。1872年、ローマへの旅行の途上、『テッラチーナの馬市場』（完成作は失われた）のための習作を描き、これによって1873年のウィーン万国博覧会で銅メダル、さらに1876年のフィラデルフィア万国博覧会でもメダルを得た。
1875年、フランチェスコ・ジオーリ、エジスト・フェローニ、ニッコロ・カンニッチとともにパリを訪れ、『サロンでの休息』を出品。当時パリに住んでいたディエゴ・マルテッリを通してカミーユ・ピサロやイタリア出身のフェデリコ・ザンドメーネギなど多くのフランスの画家と接触した。しかし、彼は印象派にはあまり関心を示さず、バルビゾン派の画家たちを好み、エドゥアール・マネとコローを賞賛した。 
ファットーリはこの頃から個人的に絵画のレッスンをするようになり、1869年からはフィレンツェのアカデミーで週2回教えるようになった（アメデオ・モディリアーニが後にそこの生徒になっている）。それでも彼は経済的困難に陥っていた。自分の描く戦争画がほとんど売れなくなったためである。彼は税金を滞納するようになり、フィレンツェに持っていた不動産が差し押さえられた。これに加え、膝の皿を痛めたことが彼をさらに追い詰めた。1878年、2枚の絵をパリの万国博覧会に送ったものの、彼自身は参加するだけの経済的余裕がなかった。1870年代後期以降の作品の荒々しいリアリズムには、彼の絶望感が見てとれる。
1880年代には馬や牛など田園生活のテーマを主に描いた。1881年と1882年にはマレンマにあるコルシーニ家の領地を訪問した。この時の経験は牛の群れをテーマとした一連の作品に大きく実を結んでいる。これらの作品は1887年、ヴェネツィアの万国博覧会に展示された。

## 晩年の絵画とエッチング（1884 - 1908年）
1875年以降、彼は多くの版画を制作するようになり、1884年からは相当数のエッチングを制作している。これらはフィレンツェのPromotrice展（1886年）やボローニャの万国博覧会（1888年）で評価された。同年、これらはローマ国立近代美術館の購入するところとなる。彼のエッチングは技法、コンポジションの両面で画期的であった。
1884年、20点の写真複製からなるアルバム『20 Ricordi del veto』を制作した。1888年、フィレンツェのアカデミーの素描の専任教授に昇任し、建築学科の「人物習作教授」の称号も得た。彼は野外で、小さい木製パネルにスケッチをしたが、それらのスケッチは、より大きなサイズの田園風景画を制作する際の参考となった。『マレンマにおける子馬の焼印押し』（1887年）、『マレンマの牛飼いと牛の群れ』（1894年）などの作品である。これらの大型のキャンバスには同時代の伝統的絵画に欠けていたドラマチックさと広々とした感じが表されている。
ケルン（1889年入賞）、ボローニャ、ミラノ（ブレラ・アカデミー、1891年）、トリノ（アルベルティーナ美術アカデミー、1900年）、フィレンツェでの展覧会に参加。ロンドンにおけるイタリア博覧会には『柴を集める人』を出品した。パリでは1889年の万国博覧会で栄誉賞、1900年の万国博覧会では金メダルを授与されている。
1891年にはマリアンナ・ビゴッツィ・マルティネッリと2度目の結婚をする。作品の売り上げでいくらかの収入があったとは言え、暮らしは貧しかった。金銭トラブルとふくれあがる借金のため、再び個人レッスンをせざるをえなくなった。額縁を買う金にも事欠き、1896年のドレスデンの展覧会への出品をあきらめた。
また、彼は挿絵を描くようになった。最初はアレッサンドロ・マンゾーニの歴史小説『婚約者』のため（1895年）、1896年には『フィアンメッタ』という風刺新聞（友人のディエゴ・マルテッリによって設立）に挿絵を描いた。1900年にはトリノのアルベルティーナ美術アカデミーの一員となる。2番目の妻は1903年に死去し、1906年にはファニー・マリネッリと結婚している。

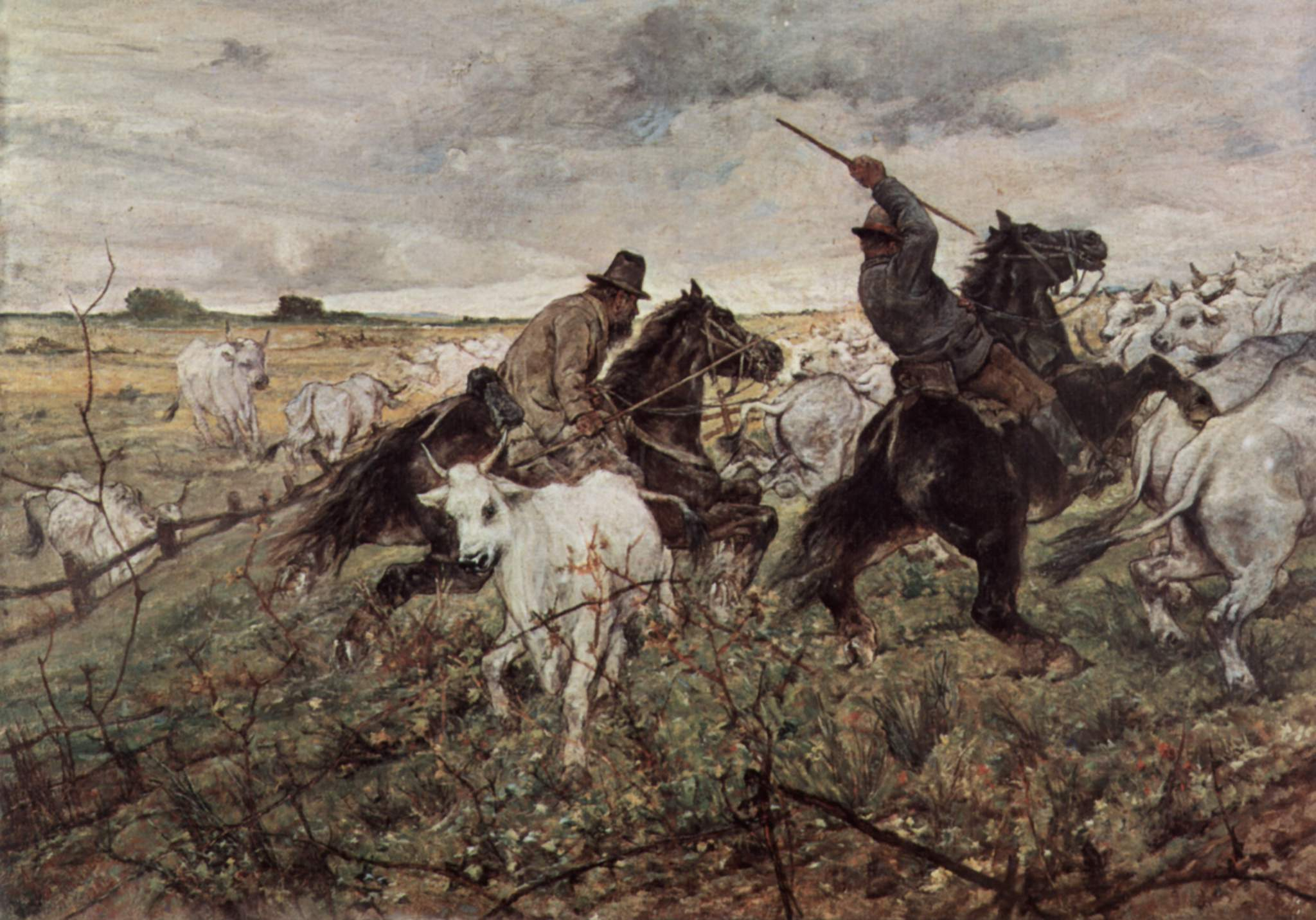
『マレンマの牛飼いと家畜の群れ』1894年。キャンバス、油彩。105 x 150 cm。

老年期のファットーリは、イタリア統一後の社会政治秩序に対する苦い失望感を味わっていた。引き続き美術アカデミーで教鞭を執り続けていたが、新しい考えを取り入れるよりは古い伝統にすがることを好んだ。1890年代、ファットーリが最も気に入っていた生徒であるプリニオ・ノメリーニをリーダーとするグループは、新印象主義やディヴィジョニスム（分割主義、点描主義）の方向に向かっていたが、正直さと率直さで知られていたファットーリは、そうした動きを苦々しく思っていた。1891年にはポワンティリスム（点描主義）に対抗する論争に参加している。
1903年頃、彼はこう書いている。「最悪の動物は何だか知っているか。それは人間だ。なぜか。自己中心的で、いんちきで、裏切り者だからだ。私は何も信じない。私にとって聖なるものなど何もない、私の妻と義理の娘以外には。私は無神論者だ。善も悪も神次第なら、そのような神が実在するはずだとは私は信じない。私は長年希望を持って生きてきたが、失望のうちに終わりそうだ」。晩年の作品、なかんずく『The Dead Horse—What Now?』には、彼の深い絶望を表すイメージがみられる。
ファットーリは1908年8月30日、フィレンツェで没した。故郷リヴォルノ近くのモンテネロのマドンナ・デッレ・グラツィエ聖所記念堂のロッジャに、リヴォルノの他の著名人たちと共に眠っている。

## 没後の評価
ファットーリはマッキア派を代表する画家と見なされている。彼は戦争をテーマとした作品を数多く描いたが、戦闘場面はめったに描かず、野営地での兵士、集合する兵士、休息中の歩兵隊といったテーマを描いた。また繊細な肖像画、風景、田園生活、馬などのテーマを描いた。しかし晩年の彼は、絵画の新しい流れと無縁になり、それが彼の凋落につながった。彼の作品は人々の関心を引かなくなり、それが経済的困窮へとつながった。ファットーリは仲間の画家たちからは尊敬されたが、彼の超然とした態度により大衆の支持を得ることはなかった。彼の作品はローマ国立近代美術館、トリノの市立近現代美術館、ミラノのブレラ絵画館、フィレンツェのピッティ宮殿の近代美術館などで見られ、北米ではボストン美術館に作品がある。また、故郷リヴォルノには市立ファットーリ美術館がある。